# باول باركر (مغني)
باول باركر (بالإنجليزية: Paul Parker)‏ هو مغني أمريكي، ولد في القرن العشرين في سان فرانسيسكو في الولايات المتحدة.

## وصلات خارجية
- الموقع الرسمي
- باول باركر على موقع ميوزك برينز (الإنجليزية)
- باول باركر على موقع ديسكوغز (الإنجليزية)